# Animal Crossing: New Leaf
Animal Crossing: New Leaf – gra komputerowa z serii Animal Crossing wydana przez Nintendo na konsolę Nintendo 3DS.

## Rozgrywka
Po raz pierwszy w serii, gracz zostaje burmistrzem wioski zamieszkałej przez antropomorficzne zwierzęta. Dzięki temu gracz ma możliwość jej rozwijania poprzez organizowanie budowy np. fontann czy latarni. Istnieje również możliwość m.in. zbierania owoców czy łapania owadów.
Od aktualizacji Welcome amiibo gra wspiera także Amiibo.

## Produkcja

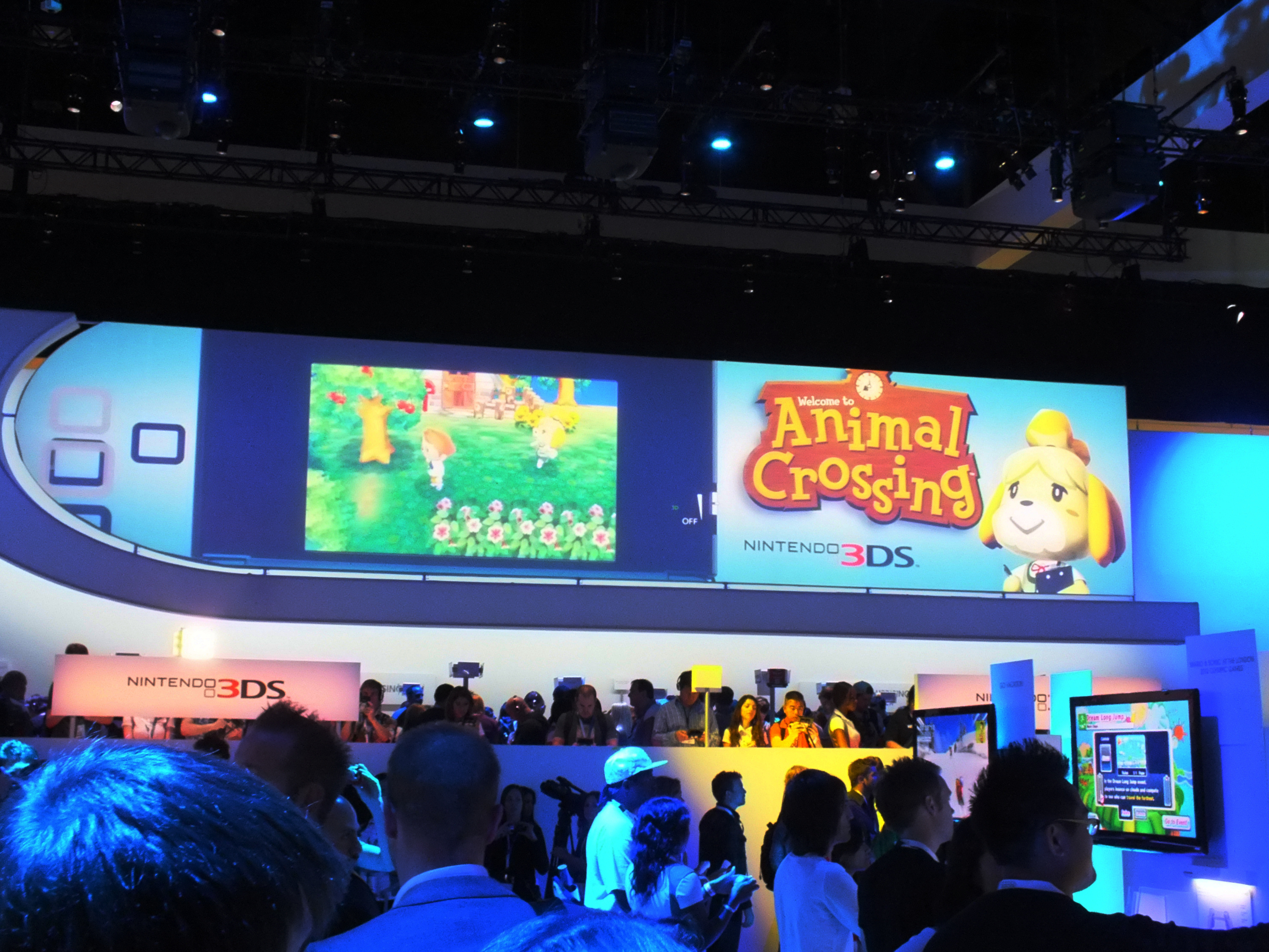
Gra podczas E3 2011

Nową grę z serii Animal Crossing zapowiedziano podczas E3 w 2010 roku. Więcej informacji na temat nowej odsłony pokazano w trailerze podczas E3 w 2011 roku. W 2012 roku ujawniono, że gra będzie nosić podtytuł New Leaf.
Animal Crossing: New Leaf wydano w Japonii 8 listopada 2012 roku, w Korei Południowej 7 lutego 2013 roku, w Ameryce Północnej 9 czerwca 2013 roku, w Europie 14 czerwca 2013 roku, a w Australii 15 czerwca 2013 roku.
W 2016 roku wydana została darmowa aktualizacja o nazwie Welcome amiibo dodająca m.in. wsparcie dla Amiibo i nowe przedmioty.

## Odbiór gry

### Sprzedaż
Do 30 września 2020 roku sprzedano 12,82 milionów kopii gry (razem z wersjami cyfrowymi i dołączonymi do konsoli).

### Nagrody
Podczas VGX 2013 otrzymała nagrodę w kategorii Najlepsza gra casualowa. Została również nominowana w kategorii Najlepsza gra na konsole przenośne.